# Quadrangle de Lachesis Tessera
Le quadrangle de Lachesis Tessera (littéralement :  quadrangle de la tessère de Lachésis), aussi identifié par le code USGS V-18, est une région cartographique en quadrangle sur Vénus. Elle est définie par des latitudes comprises entre 25° et 50° N et des longitudes comprises entre 300° et 330° E,. Il tire son nom de la tessère de Lachésis.

## Coronæ
- Pasu Ava Corona
- Renenti Corona
- Zemire Corona